# ХК Тим Загреб
Тим Загреб је хокејашки тим из Загреба. Тим je играo у Слохокеј лиги.

## Историја
Тим је основан 2010. године спајањем Младости и Медвешчака. Циљ је био да се окупе сви квалитетни играчи из Загреба у једној екипи.
Утакмице као домаћин игра у Дворани Велесајам, капацитета 1000 места.
У првој години такмичења у регионалној Слохокеј лиги, у сезони 2010/11. Тим Загреб је заузео пето место и пласирао се у плеј оф. У плеј офу су у четвртфиналу елиминисали Триглав, међутим нису успели да се пласирају у финале јер су поражени од Олимпије са 2-0 у победама.